# Telia Grand Prix
De Telia Grand Prix was een golftoernooi in Zweden. Het maakte deel uit van de Telia Tour en de Europese Challenge Tour en werd na de zomer gespeeld.
De eerste vier edities was het een toernooi over 54 holes, vanaf 2000 werden 72 holes gespeeld.
In 2001 stond Robert-Jan Derksen met een score van 64 aan de leiding na de eerste ronde. Hij eindigde op de 5de plaats.

## Winnaars
| Jaar                       | Baan                        | Winnaar                    | Score                      | Score                      | Prijzengeld                | 1ste prijs                 |
| Telia InfoMedia Grand Prix | Telia InfoMedia Grand Prix  | Telia InfoMedia Grand Prix | Telia InfoMedia Grand Prix | Telia InfoMedia Grand Prix | Telia InfoMedia Grand Prix | Telia InfoMedia Grand Prix |
| -------------------------- | --------------------------- | -------------------------- | -------------------------- | -------------------------- | -------------------------- | -------------------------- |
| 1996                       | Ljunghusens GC, Ljunghusens | Scott Watson               | ?                          | ?                          | ?                          | ?                          |
| 1997                       | Ljunghusens GC              | Fredrik Henge              | 205                        | -11                        | ?                          | € 18,193                   |
| Telia Grand Prix           |                             |                            |                            |                            |                            |                            |
| 1998                       | Ljunghusens GC              | Mats Lanner                | 208                        | -8                         | ?                          | € 18,971                   |
| Gula Sidorna Grand Prix    |                             |                            |                            |                            |                            |                            |
| 1999                       | Ljunghusens GC              | Raimo Sjöberg              | 208                        | -8                         | € 119,321                  | € 19,579                   |
| 2000                       | Ljunghusens GC              | Henrik Stenson             | 277                        | -7                         | € 128,924                  | € 21,368                   |
| Telia Grand Prix           |                             |                            |                            |                            |                            |                            |
| 2001                       | Bro Bålsta, Stockholm       | Jamie Donaldson po         | 270                        | -22                        | € 116,563                  | € 19,227                   |
| 2002                       | Ljunghusens GC              | Matthew Blackey            | 276                        | -12                        | € 120,788                  | € 19,879                   |
| 2003                       | Ljunghusens GC              | Euan Little                | 276                        | -8                         | € 135,081                  | € 22,070                   |
| 2004                       | Ljunghusens GC              | Lee Slattery               | 281                        | -3                         | € 132,959                  | € 21,034                   |
| Skandia PGA Open           |                             |                            |                            |                            |                            |                            |
| 2005                       | Arlandastad GC, Lohja       | David Patrick po           | 272                        | -8                         | € 110,618                  | € 17,193                   |
| Telia Challenge Waxholm    |                             |                            |                            |                            |                            |                            |
| 2006                       | Waxholm GC, Stockholm       | Rafa Echenique             | 270                        | -22                        | € 122,169                  | € 19,547                   |
| 2007                       | Waxholm GC                  | Iain Pyman                 | 274                        | -14                        | € 127,547                  | € 20,029                   |

po 2001: Jamie Donaldson won de play-off van Magnus Persson.

po 2005: David Patrick won de play-off van Stuart Davis.